# Hans List
Hans List (30. dubna 1896, Štýrský Hradec, hlavní město rakouské spolkové země Štýrsko – 10. září 1996 tamtéž) byl vědec, který se zabýval konstrukcí spalovacích motorů, vynálezce a podnikatel.

## Život
Po získání doktorátu v oboru strojírenství na Technické univerzitě ve Štýrském Hradci byl Hans List jmenován vědeckým pracovníkem na univerzitě Tchung-ťi v Číně (1926–1932). Tam působil ve výzkumu výpočtu vibračních procesů plnicího cyklu spalovacích motorů. Po návratu domů působil jako univerzitní profesor. Nejprve jako profesor spalovacích motorů na Technické univerzitě ve Štýrském Hradci (1932–1941) a pak jako profesor pístových motorů na Technické univerzitě v Drážďanech, Německo (do roku 1945). Jeho výzkumné práce měly velký vliv na nové pohledy ohledně funkčnosti a zlepšování dieselových motorů a spalovacích motorů obecně.
To bylo také hlavním polem působnosti jeho společnosti Anstalt für Verbrennungskraftmaschinen Prof. Dr. Hans List (Ústav pro spalovací motory), zkráceně AVL, kterou založil v roce 1948 a která vznikla z poradenské kanceláře založené v roce 1946. Tato firma brzy začala působit celosvětově v oblasti vývoje spalovacích motorů, ale také měřící techniky a modelování. Zhruba tisíc patentů dokázalo kompetentnost společnosti a četné dceřiné společnosti celosvětově dokazovaly ekonomický úspěch.
V roce 1969 AVL vyvinulo motorovou zkušebnu, která umožňovala komplexní sběr a analýzu dat. V průběhu sedmdesátých let AVL zlepšovalo výkony svých motorů a kapacity pro sběr dat se i nadále zlepšovaly, zatímco jeho zkušební software PUMA začal společnosti získávat mezinárodní pověst. Od roku 1979 řídí společnost syn zakladatele Helmut List (narozen 20. prosince 1941) pod současným názvem AVL List GmbH. Po dalších inovacích a úspěších v osmdesátých letech otevřel AVL v roce 1987 svou divizi AST (Advanced Simulation Technology). Helmutův syn Hans List (narozený 1. února 1989) studuje fyziku na Technické Univerzitě ve Štýrském Hradci.

## Vyznamenání a ocenění
- Rakouské vyznamenání za vědy a umění
- Čestný prsten Štýrska
- Medaile Wilhelma Exnera (1971).[1]
- Čestný občan města Graz
- Čestný doktorát od Technické univerzity v Grazu (1963)